# Piedmont Airlines

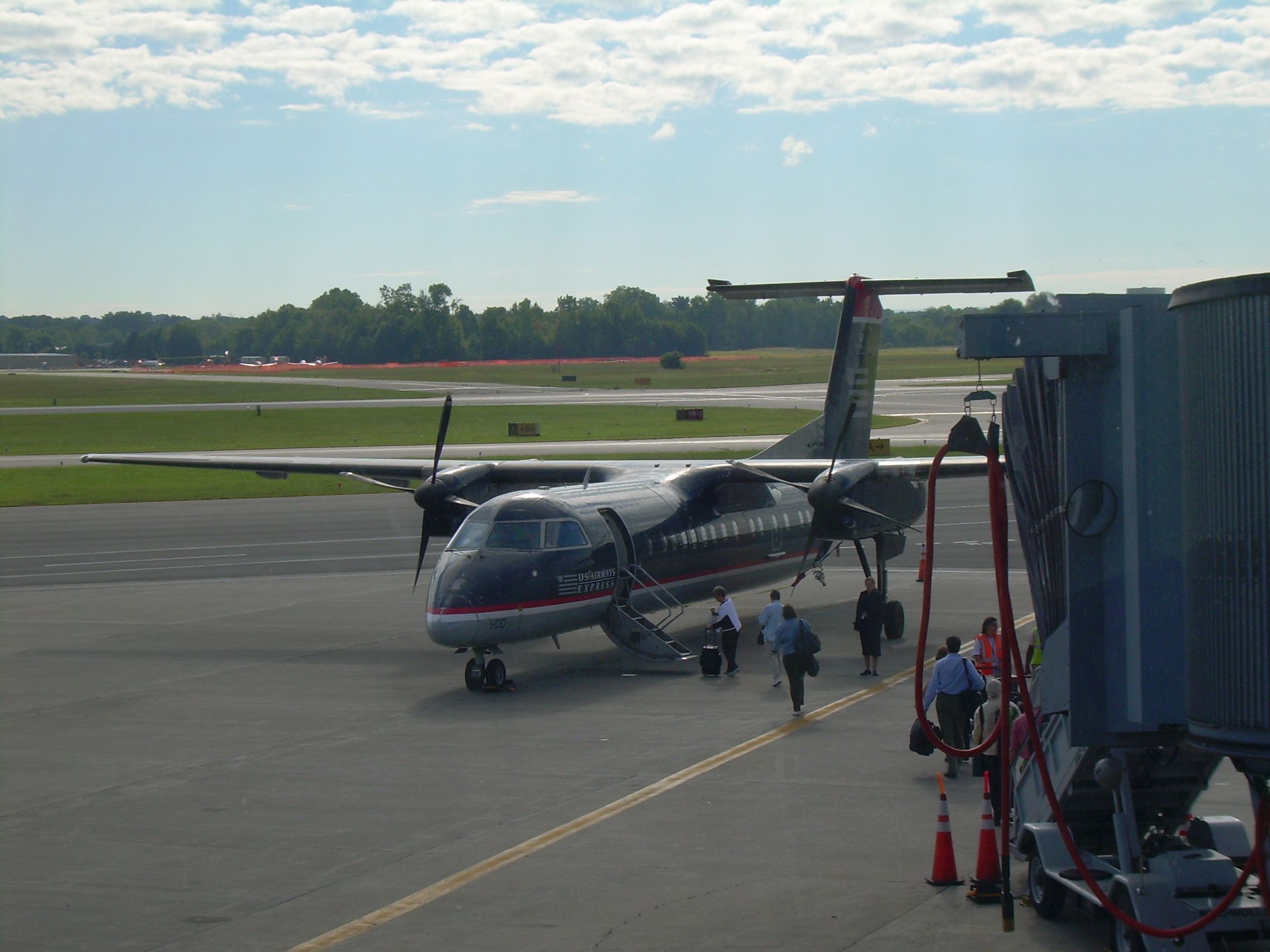
Dash 8 авіакомпанії Piedmont Airlines в лівреї US Airways Express в Міжнародному аеропорту Олбані

Piedmont Airlines — американська регіональна авіакомпанія, що працює під торговою маркою US Airways Express магістральної авіакомпанії US Airways, повністю належить авіаційному холдингу US Airways Group. Штаб-квартира перевізника знаходиться в окрузі Вікоміко неподалік від міста Солсбері (штат Меріленд, США). Авіакомпанія виконує регулярні пасажирські рейси на турбогвинтових літаках de Havilland Canada Dash 8 по аеропортах міст Східного узбережжя США.
Портом приписки авіакомпанії є Регіональний аеропорт Вікоміко, її головними транзитними вузлами (хабами) — Аеропорт Ла Гардіа і Національний аеропорт Вашингтон імені Рейгана.

## Історія
Компанія Henson Aviation була заснована в 1931 році підприємцем Річардом Генсоном як підприємство, що надає сервіс наземного обслуговування в аеропорту міста Гейгерстоун (штат Меріленд). У 1962 році компанія почала виконання перших регулярних пасажирських рейсів в Національний аеропорт Вашингтона під торговою маркою Hagerstown Commuter, а через рік змінила офіційну назву на Henson Airlines. У 1967 році авіакомпанія уклала один з перших в авіаційній індустрії комерційних перевезень код-шерінговий договір з магістральною авіакомпанією Allegheny Airlines (нині[коли?] — US Airways), згідно з яким почала виконання регулярних авіарейсів регіонального значення маршрутної мережі US Airways під його брендом регіональних перевезень «Allegheny Commuter». Повітряний флот Henson Airlines складався головним чином з турбогвинтових літаків Beechcraft 99, який працював у власних концентраторах перевезень в аеропортах Вашингтона (округ Колумбія), Філадельфії і Балтімора, штаб-квартира авіакомпанії в 1968 році була перенесена в місто Солсбері (Меріленд). У 1970 році у повітряний флот Henson Airlines надійшли більш сучасні турбогвинтові літаки Shorts 330 і de Havilland Dash 7.
У 1983 році Henson Airlines була придбана керуючим холдингом Piedmont Aviation, після чого протягом кількох років зазнала істотне розширення маршрутної мережі, головним чином вийшовши на ринок регіональних пасажирських перевезень штату Флорида. У 1987 році керуюча компанія Piedmont Aviation разом з Henson Airlines була придбана авіаційним холдингом USAir Group і протягом двох наступних років всі літаки авіакомпанії були перефарбовані у ліврею бренду регіональних перевезень USAir Express. Кінець 1980-х став для Henson Airlines періодом стрімкого розвитку, основним фактором в якому був процес оновлення повітряного флоту і заміна колишніх літаків на сучасні турбогвинтові лайнери de Havilland Canada Dash 8. Збільшення пасажиромісткості рейсів дозволила перевізнику відкрити ряд регулярних рейсів в аеропортах штату Флориди і організувати власну базу технічного ремонту та обслуговування літаків в аеропорту міста Джексонвілл (штат Флорида).
У 1993 році авіакомпанія черговий раз змінила офіційну назву на чинне в даний час Piedmont Airlines, щоб було викликано необхідністю захисту торгової марки «П'ємонт» від можливого використання іншими авіакомпаніями або приватними наземними службами на ринку авіаційної індустрії. Холдинг USAir Group провів аналогічний ребрендинг і в двох власних регіональних авіакомпаніях, змінивши назви перевізників Jetstream і Allegheny Commuter на PSA Airlines і Allegheny Airlines відповідно (базується в Каліфорнії авіакомпанія Pacific Southwest Airlines увійшла до складу холдингу в кінці 1980-х років). У 1997 році холдинг USAir був перейменований в US Airways Group, а магістральна авіакомпанія холдингу поміняла свою назву на існуючу в даний час[коли?] US Airways. При цьому торгова марка регіональних перевезень змінилася у відповідності з виробленими перейменуваннями на US Airways Express, що спричинило за собою ребрендинг і зміну лівреїв літаків регіональних і дочірніх перевізників холдингу. У 2004 році авіакомпанія Allegheny Airlines була з'єднана з Piedmont Airlines.
Станом на листопад 2007 року штат співробітників авіакомпанії Piedmont Airlines становив 6150 осіб.

## Флот

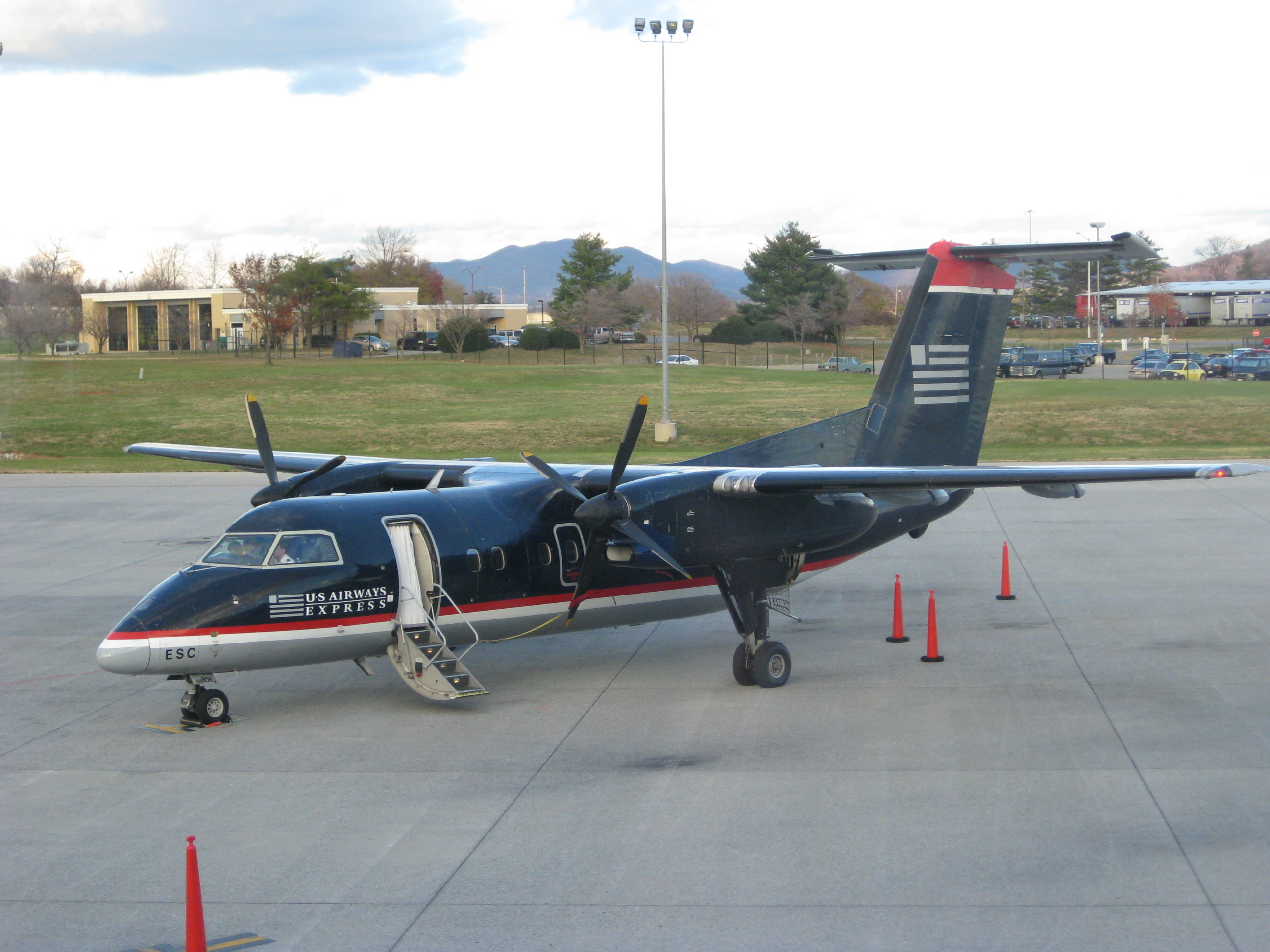
Dash 8-100 авіакомпанії Piedmont Airlines в Регіональному аеропорту Роанок (штат Вірджинія)

У січні 2010 року повітряний флот авіакомпанії Piedmont Airlines становили 43 турбогвинтових літака:
Всі літаки працюють під торговою маркою і в лівреї бренду US Airways Express.
У квітні 2009 року середній вік повітряних суден авіакомпанії становив 18 років.

## Авіаподії і нещасні випадки
- 16 листопада 2008 року, рейс 4551 авіакомпанії Piedmont Airlines під брендом US Airways Express. Турбогвинтовий літак de Havilland Dash 8 через кілька хвилин після зльоту з Міжнародного аеропорту Ліхай Валлі в напрямку Міжнародний аеропорт Філадельфії був змушений здійснити аварійну посадку в аеропорту вильоту. Перед посадкою екіпаж доповів про те, що згідно індикації приладів не прибрала носова стійка шасі, в результаті чого було прийнято рішення про повернення в аеропорт вильоту. З 35 пасажирів і трьох членів екіпажу на борту ніхто не постраждав. Лайнер з реєстраційним номером N326EN отримав незначні пошкодження на жорсткій посадці і надалі, після технічного ремонту, продовжив експлуатацію в повітряному флоті авіакомпанії[8].